# Бек, Байрон
А. Байрон Бек (англ. A. Byron Beck; родился 25 января 1945 года в Элленсберге, штат Вашингтон) — американский профессиональный баскетболист, выступал в Американской баскетбольной ассоциации, отыграв все девять сезонов её существования, плюс один сезон в Национальной баскетбольной ассоциации. Он играл за команду «Денвер Рокетс», которая позже стала «Денвер Наггетс» В 1981 году был введен в Зал спортивной славы Колорадо (англ. Colorado Sports Hall of Fame).

## Ранние годы
Байрон Бек родился 25 января 1945 года в городе Элленсберг (штат Вашингтон), учился немного восточнее в городке Киттитас в одноимённой средней школе, в которой играл за местную баскетбольную команду.

## Статистика

### Статистика в НБА
| Сезон                                                                                    | Команда | Регулярный сезон | Регулярный сезон | Регулярный сезон | Регулярный сезон | Регулярный сезон | Регулярный сезон | Регулярный сезон | Регулярный сезон | Регулярный сезон | Регулярный сезон | Регулярный сезон | Серия плей-офф | Серия плей-офф | Серия плей-офф | Серия плей-офф | Серия плей-офф | Серия плей-офф | Серия плей-офф | Серия плей-офф | Серия плей-офф | Серия плей-офф | Серия плей-офф |
| Сезон                                                                                    | Команда | GP               | GS               | MPG              | FG%              | 3P%              | FT%              | RPG              | APG              | SPG              | BPG              | PPG              | GP             | GS             | MPG            | FG%            | 3P%            | FT%            | RPG            | APG            | SPG            | BPG            | PPG            |
| ---------------------------------------------------------------------------------------- | ------- | ---------------- | ---------------- | ---------------- | ---------------- | ---------------- | ---------------- | ---------------- | ---------------- | ---------------- | ---------------- | ---------------- | -------------- | -------------- | -------------- | -------------- | -------------- | -------------- | -------------- | -------------- | -------------- | -------------- | -------------- |
| 1976/77                                                                                  | Денвер  | 53               |                  | 9,1              | 43,5             |                  | 81,8             | 1,8              | 0,6              | 0,3              | 0,0              | 4,7              | 5              |                | 5,8            | 33,3           |                | 100,0          | 1,2            | 0,2            | 0,0            | 0,0            | 1,6            |
|                                                                                          | Всего   | 53               |                  | 9,1              | 43,5             |                  | 81,8             | 1,8              | 0,6              | 0,3              | 0,0              | 4,7              | 5              |                | 5,8            | 33,3           |                | 100,0          | 1,2            | 0,2            | 0,0            | 0,0            | 1,6            |
| Наведите курсор мыши на аббревиатуры в заголовке таблицы, чтобы прочесть их расшифровку. |         |                  |                  |                  |                  |                  |                  |                  |                  |                  |                  |                  |                |                |                |                |                |                |                |                |                |                |                |